# Pescia Romana
Pescia Romana è una frazione del comune di Montalto di Castro, in provincia di Viterbo, nella regione Lazio.
La frazione dista 13,4 km dal capoluogo, e si trova all'estremo nord del territorio comunale, al confine con il comune di Capalbio in provincia di Grosseto.

## Il centro abitato
L'abitato è costituito da due nuclei principali: Il Borgo Nuovo ed il Borgo Vecchio , oltreché di una miriade di case coloniche sparse nella campagna circostante; dei due borghi, quello più antico, si sviluppò, presumibilmente dopo l'anno 1700, intorno ad una piccola chiesa edificata dai gesuiti ed intitolata al loro fondatore, Sant'Ignazio di Loyola.
Il nucleo più recente, a ridosso della strada statale Aurelia, fu inaugurato nel 1961 e costituisce uno fra gli esempi più belli ed armoniosi di comunità rurale, sorta in seguito alla riforma agraria attuata a partire dai primi anni cinquanta, tramite l'Ente Maremma.
Nucleo centrale del Borgo Nuovo è la chiesa di San Giuseppe Operaio, a pianta esagonale, con cupola anch'essa esagonale sul cui soffitto si trovano affreschi di pregio, così come l'altare centrale e la  fontana all'esterno dell'edificio.
La zona ha conosciuto uno sviluppo a partire dagli anni cinquanta, grazie anche alla riforma agraria messa in atto in quegli anni che distribuì terre in precedenza parti di latifondi a famiglie italiane, prevalentemente originarie dell'Alto Lazio.
Oggi Pescia Romana è un centro agricolo che produce cereali, frutta e verdura destinati ad una commercializzazione su larga scala nonché, data la sua prossimità al Mar Tirreno, un luogo di villeggiatura dotato di strutture turistiche tuttora in espansione.
Sono molti i turisti che frequentano Pescia Romana, attratti dalla bellezza della campagna e dalla possibilità di effettuare escursioni di carattere naturalistico e artistico culturale nei dintorni del paese: Monte Argentario, Capalbio, Sovana, Saturnia, Oasi WWF di Burano, Giardino dei Tarocchi di Garavicchio, Vulci (Parco archeologico, Museo etrusco e Oasi WWF), Montalto di Castro, Tarquinia e Tuscania.

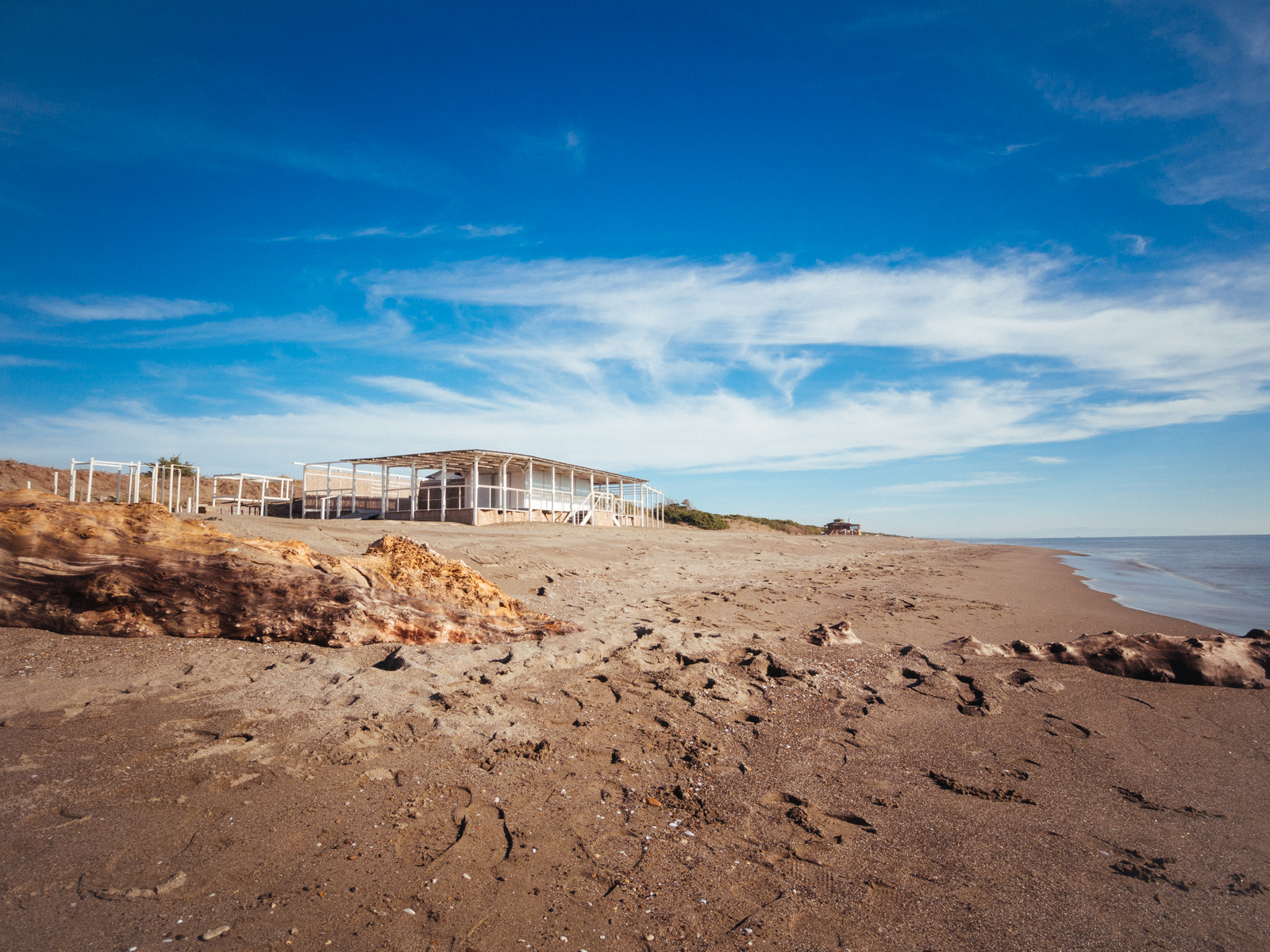
Il litorale in inverno

La spiaggia è lunga 8 km., tutta allo stato naturale, ed ha alle sue spalle un tombolo assolutamente intatto.
Nel suo territorio si trova inoltre la Centrale termoelettrica Alessandro Volta dell'Enel.

## Storia
La storia di Pescia si è sviluppata in modo sostanzialmente diverso rispetto a quella del capoluogo. Infatti, mentre Montalto di Castro, intorno all'anno 1300 diviene proprietà della famiglia Orsini, entrando, in seguito, a far parte del Ducato di Castro, Pescia Romana rimane nell'ambito della Camera Apostolica.
Intorno all'anno 1820, la Tenuta di Pescia viene concessa alla famiglia Boncompagni-Ludovisi, Principi di Piombino, che ne rimase proprietaria fino alla riforma agraria. 
Per decenni il territorio di Pescia Romana fu caratterizzato dalla presenza di acquitrini e di estese zone paludose. La scarsa popolazione dovette subire le conseguenze della presenza della malaria.

## Geografia fisica

### Clima
Il clima di Pescia Romana è di tipo mediterraneo, caratterizzato da inverni miti ed estati calde e secche. Il soleggiamento è uno dei più alti del territorio italiano.
- Classificazione climatica: zona D, 1497 GR/G

## Sport

### Calcio
- A.S.D. Nuova Pescia Romana 2004 che milita nel campionato di Promozione.